# Budapest Jégkorong Akadémia HC
Budapest Jégkorong Akadémia HC (celým názvem: Budapest Jégkorong Akadémia Hockey Club) je maďarský klub ledního hokeje, který sídlí v Budapešti. Založen byl v roce 1963 pod názvem Központi Sportiskola. V roce 1993 došlo k fúzi s klubem Magyar Athletikai Club. Svůj současný název nese od roku 2011. MAC je mistrem Maďarska ze sezóny 2017/18. V letech 2018 až 2020 působil v Tipsport lize, slovenské nejvyšší soutěži v ledním hokeji. V roce 2020 se klub vrátil do Erste Ligy. Klubové barvy jsou modrá a žlutá.
Své domácí zápasy odehrává v hale Tüskecsarnok s kapacitou 2 500 diváků.

## Historické názvy
Zdroj: 
- 1963 – Központi Sportiskola
- 1987 – Liget SE (Liget Sport Egyesület)
- 1989 – Népstadion SE (Népstadion Sport Egyesület)
- 1993 – MAC-Népstadion (Magyar Athletikai Club-Népstadion)
- 2011 – MAC Budapest (Magyar Athletikai Club Budapest)
- 2020 – MAC HKB Újbuda (Magyar Athletikai Club Hokiklub Budapešť Újbuda)
- 2022 – Budapest Jégkorong Akadémia HC (Budapest Jégkorong Akadémia Hockey Club)

## Získané trofeje

### Vyhrané domácí soutěže
- Maďarský mistr v ledním hokeji ( 1× )
  - 2017/18
- Maďarský pohár v ledním hokeji ( 1× )
  - 2016/17

### Vyhrané mezinárodní soutěže
- Erste Liga ( 1× )
  - 2017/18

## Přehled ligové účasti
Zdroj: 
- 1985/1995: OB I. Bajnokság (1. ligová úroveň v Maďarsku)
- 1999/2002: OB I. Bajnokság (1. ligová úroveň v Maďarsku)
- 2015/2017: MOL Liga (1. ligová úroveň v Maďarsku / mezinárodní soutěž)
- 2017/2018: Erste Liga (1. ligová úroveň v Maďarsku / mezinárodní soutěž)
- 2018/2019 : Extraliga (1. ligová úroveň na Slovensku)

## Účast v mezinárodních pohárech
Zdroj: 
Legenda: SP - Spenglerův pohár, EHP - Evropský hokejový pohár, EHL - Evropská hokejová liga, SSix - Super six, IIHFSup - IIHF Superpohár, VC - Victoria Cup, HLMI - Hokejová liga mistrů IIHF, ET - European Trophy, HLM - Hokejová liga mistrů, KP - Kontinentální pohár
- KP 2018/2019 –